# Plagiognathus grandis
Plagiognathus grandis är en insektsart som beskrevs av Reuter 1876. Plagiognathus grandis ingår i släktet Plagiognathus och familjen ängsskinnbaggar. Inga underarter finns listade i Catalogue of Life.